# 牧会書簡

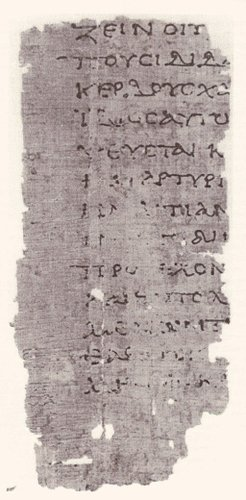
西暦200年頃の『テトスへの手紙』の断片（パピルス32/^{32}）

牧会書簡（ぼっかいしょかん、英語 : Pastoral epistles）は新約聖書正典に収録された使徒のパウロが記したとされる手紙、いわゆるパウロ書簡のうち、テモテへの手紙一・二（以下、第一・第二テモテ書）、テトスへの手紙（テトス書）の3つの書簡の総称である。基本的に牧会、すなわち教会の組織化や信徒の導き方に関心が寄せられていることからその名がある。カトリック教会では「司牧書簡」（しぼくしょかん）と呼ばれる。
18世紀以降、この名称でひとまとめにすることが慣例化した。真正パウロ書簡と見る場合、パウロの最晩年の著作と見なされるが、より後の時代にパウロの名で作成された擬似パウロ書簡と見なす者が多くいる。擬似パウロ書簡は、擬似性や偽名性への直言を避けて「第二パウロ書簡」と呼ばれることもあるが、牧会書簡は擬似パウロ書簡の中でも語彙などの面で真正書簡からの隔たりが大きいということから、特に「第三パウロ書簡」と呼ばれることがある。
日本聖書協会発行の新共同訳聖書スタディ版にも、両論が併記されている。折衷的な説として、別人の執筆ではあるが部分的にパウロの覚書が取り込まれているという説もあり、フランシスコ会訳聖書ではその3説が併記されている。
なお、前記のスタディ版にも明記されているように、古代においては優れた先人の思想を継承する者がその名を借用して文書を執筆することは珍しいことではなく、その先人に敬意を表することをも意味した。故に評価されるべきはその内容であって、偽名書簡であるとしても、その事実がただちに信仰上の意義を減ずるものとは見なされない。

## 呼称
1750年代のポール・アントンの文献で、初めて「牧会書簡」という名称が用いられたとされる。これ以前にも、トマス・アクィナスが第一テモテ書のみについて、18世紀初頭のベルド (D. N. Berdot) がテトス書のみについて「牧会的」と表現した例がある。
第二テモテ書は牧会的ではないとも言われるが、これら三書簡は内容や文体、およびそこから読み取れる歴史的背景において多くの共通点を持っていることから、パウロ書簡の中でも1つの作品群として扱うことに意味がある。

## 著者をめぐる議論
これらの書簡では、著者はパウロと名乗っている。そして、第二テモテ書の第4章6節から8節にかけて、自らの殉教が近いことを予期しているくだりがある。これらをそのまま受け入れる場合、パウロは西暦60年代後半に殉教したと見なされているため、牧会書簡の執筆年代はそれに近い時期と考えられる。フェデリコ・バルバロは第一テモテ書とテトス書の執筆を65年のマケドニアでとし、第二テモテ書を66年のローマと推定した。フランシスコ会訳聖書では真正書簡とする場合には63年から67年の間とされている。福音派の『新聖書辞典』や『新実用聖書注解』では64年から67年と推定されている。同じく福音派の尾山令仁は、第一テモテ書を66年頃のマケドニア、テトス書を67年頃のエフェソ、第二テモテ書を67年のローマと推測した。
それに対し、擬似パウロ書簡と見る場合、三書簡すべてがパウロとは別の同一人物の手になるといわれる。田川建三は、擬似パウロ書簡の立場に立つ論者でそれ以外の可能性を示す論者はいないとまで述べている。三書簡をすべて同一人物による偽名書簡と見なしたのは、1812年のJ・G・アイヒホルンが最初である（第一テモテ書のみを偽名書簡としたのは1807年のフリードリヒ・シュライアマハーが最初で、偽名書簡の可能性を本格的に提示したのも彼が最初とされる）。
辻学は、その作成者が1つの書簡として提示せずに3つの書簡に分けたのは、2世紀の時点ですでに存在していたパウロ書簡集に対し、別系統のパウロ書簡集が存在していたように見せかけるためと、複数の独立した書簡で共通する主題が語られていることによる説得力の増強を狙ったという可能性を指摘した。川島貞雄は3書簡に分けた理由について、ヨハネ書簡も3通であることを踏まえ、当時の慣習に関連する可能性を指摘した。
擬似パウロ書簡と見る場合の執筆年代は、西暦100年前後に設定されることが多い。下限に設定されるのはマルキオンの存在である。彼が編纂したいわゆる『マルキオン聖書』（140年頃）には牧会書簡が含まれていなかった。これについて、テルトゥリアヌスはマルキオンが排除した旨を証言しており、これを信じる場合、マルキオンの時代には存在したことになる。他方、田川建三はマルキオンの弟子たちが牧会書簡を排除していないことから、マルキオン自身は単に存在を知らなかったのだろうとし、その時点では牧会書簡が存在していなかった可能性を指摘した。これに対して辻学はアンティオキアのイグナティオス（2世紀初頭歿）の書簡から読み取られている牧会書簡への仄めかしなども踏まえ、マルキオンらの沈黙が直ちにそれ以降の執筆と結び付けられるわけではないと反論している（この点、後述も参照）。

### 語彙
擬似パウロ書簡と見なす論者たちは、他のパウロ書簡との語彙や文体の違いを指摘している。牧会書簡で使われている848語（重複分を除く）のうち、306語は他のパウロ書簡（擬似パウロ書簡の疑いを掛けられている他の書簡も含む）には一切出てこない。さらにそのうち175語は、パウロ書簡以外の新約正典にも一切登場しない。逆に立場を問わず真正性が認められているパウロの7書簡に頻出する単語で、牧会書簡に登場しない語が多くある。
福音派からは、パウロ書簡全体の語彙が2500語ほど（重複分を含まず）しかないのだから、語彙の違いは状況や主題の変化によって生じうる範囲内などといった反論がある。

## 内容
牧会書簡は、エフェソの教会の牧者テモテと、クレタ島の牧会者のテトスにあてて送られた形式になっている。二人ともパウロの弟子である。これらの書簡のひとつの意義は、それが書かれた当時の教会秩序の確立過程などを読み取れることにあるが、その「当時」が具体的にいつの時期なのか（パウロの晩年か、パウロの死後それなりの期間が経過した時期か）については、前述のように立場によって大きく異なる。
牧会書簡の内容は、ローマ帝国の権力者への服従を含む因習的な上下関係の確認、教会内秩序の確立、「異なる教え」の排撃をほぼ共通する主題として含んでいる。擬似書簡と見る辻学は、パウロ自身の指示が曖昧であったりして解釈が分かれていた事柄に決定的な解釈を与える意図があったとしている。

### 第一テモテ書

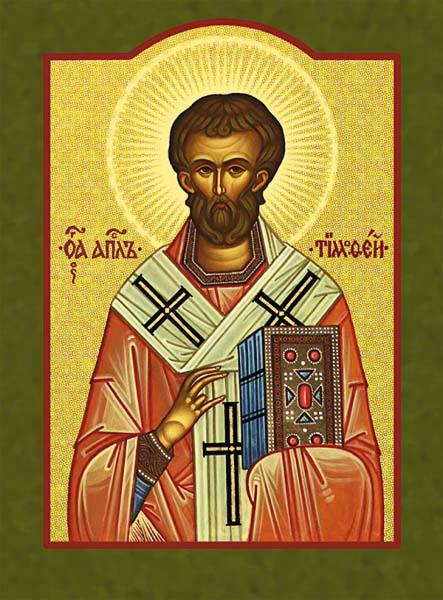
テモテ

テモテは使徒言行録16章1節から3節において言及されているパウロの弟子であり、真正パウロ書簡でもパウロの協力者あるいは手紙の共同差出人としてその名がみられる。
手紙ではパウロは自分がマケドニアに発つのに際し、テモテに対してエフェソにとどまって人々を導くように託している（1章3節）。この記述について、擬似書簡と見なす立場からは『第二コリント書』1章1節と『使徒言行録』19章22節・20章1節（これらの叙述ではパウロがマケドニアに発つより先にテモテがマケドニアにおり、同地でともに行動していることが読み取れる）などと整合していないと指摘されている。他方、擬似書簡と見なす立場でも辻学は、『第一コリント書』16章5節から11節にて、マケドニアへ発つ前にエフェソに滞在し、テモテが来るのを待っている状況が描かれていることを利用して、場面設定がなされたと推測している。
真正書簡と見なす側からは、『使徒言行録』が対象とする時期よりも後の状況を示したものと理解し、『使徒言行録』などの記述と整合しないことは問題ではないとしている。
手紙ではテモテへの勧告として、「異なる教え」に対して注意を喚起し、教会の組織化について助言を与えている。「異なる教え」について、具体的なことは不明である。「異なる教え」に対して強い批判が向けられてはいるものの、その思想との論争点についての具体的な言及は少ない。ただし、その人々が自らの思想を「知識」と呼んで誇っているという6章20節の言及から、グノーシス主義（グノーシスは「知識」などの意味）を想定する論者が複数いる。ただし、この点、牧会書簡すべてが共通する「異なる教え」に直面していると見る場合と、手紙ごとにさまざまな「異なる教え」が想定されていると見る立場によっても異なる（後述も参照）。

### 第二テモテ書
第二テモテ書はテトス書よりも前に置かれているが、本文から読み取れる状況は明らかにこちらの方が後である。というのは、「わたしは、すでに自身を犠牲としてささげている。わたしが世を去るべき時はきた」（4章6節）とあり、パウロが自らの死が近いことを仄めかしているからである。
この手紙では、ローマの獄中にいるパウロが、まだエフェソにとどまっていたらしいテモテに送る形式になっている。
その主題は、テモテへの激励や、誤った信仰を含む避けるべき悪の列挙などである。誤った信仰に対してはあまり具体的な姿が語られず、彼らとの議論することの価値が否定しつつ、その不品行を強く批判することに力点が置かれている。この傾向は牧会書簡全体に共通する特色でもある。
なお、3章16節「聖書は、すべて神の霊感を受けて書かれたものであって、人を教え、戒め、正しくし、義に導くのに有益である」という句は、聖書が霊感を受けて執筆されたものとする思想の根拠の一つとなった。
第二テモテ書は第1章と第4章にかなり細かい個人的言及が記されており、何人かの人物はそこにしか登場しない。真正書簡と見なす立場からは、パウロ自身が書いた証拠と見なされるのに対し、擬似書簡と見なす立場では、信憑性を増すための工作と理解される。ただし、全体が擬似書簡であっても、第1章と第4章の一部にパウロ自身の覚書などが反映されている可能性を認める者は存在する。

### テトス書

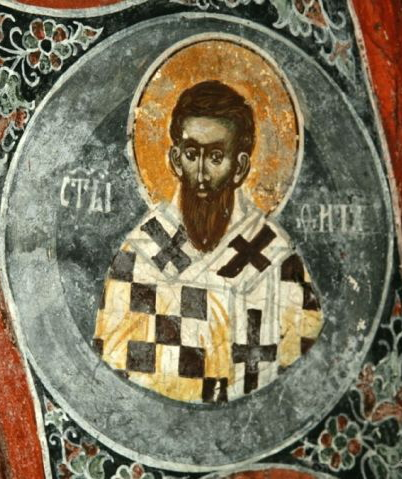
テトス

テトスは『使徒言行録』には言及がないが、いくつかのパウロ書簡で言及のあるパウロの同労者である。特にパウロとコリントの教会の仲介役として貢献し、『コリントの信徒への手紙二』の複数箇所に言及がある。
このテトス書では、テトスはクレタ島に留まることを命じられている。しかし、『使徒言行録』は27章で囚人として護送中のパウロがクレタに立ち寄ったことを記しているが、クレタ島での伝道については書かれていない。真正書簡と見る立場では、前述のように『使徒言行録』に書かれた時期よりも後を想定し、クレタ島に伝道した時期もあったとする。他方、擬似書簡と見る立場では、根拠は不明とされる。辻学は偽名性が露見しないように、パウロに関する既知の情報と矛盾しない意図を見出している。田川建三はまったくの創作の可能性のほか、牧会書簡の著者周辺の伝承に基づいている可能性も挙げている。
内容はテトスに対して、教会の長老となるべきものの資質について説き、それとついになる不品行を厳しく批判するものとなっている。

## 正典化
牧会書簡への最古の言及とされることがあるのは、使徒教父文書に含まれる『クレメンスの第一の手紙』（ローマのクレメンス、96年頃）、『ポリュカルポスへの手紙』（アンティオキアのイグナティオス、2世紀初頭）、『ポリュカルポスの手紙』（ポリュカルポス、2世紀初頭）などである。たとえば、『ポリュカルポスの手紙』の「一切の悪しきことのはじまりは金銭欲なのです」（4章1節）は、第一テモテ書6章10節「金銭を愛することは、すべての悪の根である」と対応している。これを引用と見なす論者は、当然、牧会書簡をこれら使徒教父文書よりも前の成立と見ている。それに対し、これを引用ではなく牧会書簡の著者とポリュカルポスの思想的近さを示すに過ぎないとする見解もあるが、さすがにハンス・フォン・カンペンハウゼンのようにポリュカルポス自身が牧会書簡の著者であるとする説は、広い支持を受けるには至っていない。また、第一テモテ書の6章10節の起源を当時の格言と見なす見解も複数見られ、フィロンも同様の格言を引用している。
前述のように、140年頃のマルキオン聖書や200年頃のチェスター・ビーティ・パピルスには収録されていないが、この事実をどう評価するかは論者によって様々である。2世紀末から3世紀初頭とされる『ムラトリ正典目録』では、正典に含められている。
直接的な引用で最古のものはエイレナイオスの『異端駁論』（180年頃）で、この冒頭に第一テモテ書1章4節からの引用が掲げられている。このエイレナイオスの影響もあって、3世紀になるとテルトゥリアヌスらにも引用されるようになった。それ以降、19世紀になって真正性に疑問が投げかけられるまで、特にその真正性が疑われることはなかった。

## 批判
聖書学者の中には牧会書簡の描く倫理観に対して批判的な意見を述べる者もいる。田川建三は、第一テモテ書2章14節でエヴァが誘惑された責任をエヴァのみに帰したり（『創世記』ではアダムの責任も読み取れる）、同2章15節で女性が「子を産むことによって救われるであろう」と明言したりなどは、いずれも正典の中で牧会書簡が最初であり、後のキリスト教社会の女性観を支配したと批判した。上村静も、女性を男性に従属すべきものとして描き出した価値観は、近現代における女性の解放と対立的に作用したと指摘している。